# Нёвиль-сюр-Эн
Нёви́ль-сюр-Эн (фр. Neuville-sur-Ain) — коммуна во Франции, находится в регионе Рона — Альпы. Департамент — Эн. Входит в состав кантона Пон-д’Эн. Округ коммуны — Бурк-ан-Брес.
Код INSEE коммуны — 01273.

## География
Коммуна расположена приблизительно в 390 км к юго-востоку от Парижа, в 55 км северо-восточнее Лиона, в 18 км к юго-востоку от Бурк-ан-Бреса.
По территории коммуны протекают реки Сюран и Эн.

## Климат
Климат полуконтинентальный с холодной зимой и тёплым летом. Дожди бывают нечасто, в основном летом.

## Население
Население коммуны на 2010 год составляло 1571 человек.
| 1962 | 1968 | 1975 | 1982 | 1990 | 1999 | 2010 |
| ---- | ---- | ---- | ---- | ---- | ---- | ---- |
| 1469 | 932  | 979  | 945  | 1151 | 1237 | 1571 |

## Администрация
| Период | Период | Фамилия      | Партия | Примечания |
| ------ | ------ | ------------ | ------ | ---------- |
| 1995   | 2001   | Поль Дерье   |        |            |
| 2001   | 2020   | Тьерри Дюпюи |        |            |

## Экономика
В 2010 году среди 1009 человек трудоспособного возраста (15—64 лет) 781 были экономически активными, 228 — неактивными (показатель активности — 77,4 %, в 1999 году было 74,0 %). Из 781 активных жителей работали 700 человек (386 мужчин и 314 женщин), безработных было 81 (35 мужчин и 46 женщин). Среди 228 неактивных 66 человек были учениками или студентами, 92 — пенсионерами, 70 были неактивными по другим причинам.

## Достопримечательности
- Замок Ла-Тур[фр.], или замок Тур-де-Лорьоль (XIX век). Исторический памятник с 2006 года.[4]
- Руины замка Толь[фр.] (XIII век). Исторический памятник с 1927 года.[5]
- Скальный навес или грот Коломбьер[фр.] (медный век, эпоха неолита). Исторический памятник с 1946 года.[6]
- Руины донжона Фромант.

## Фотогалерея

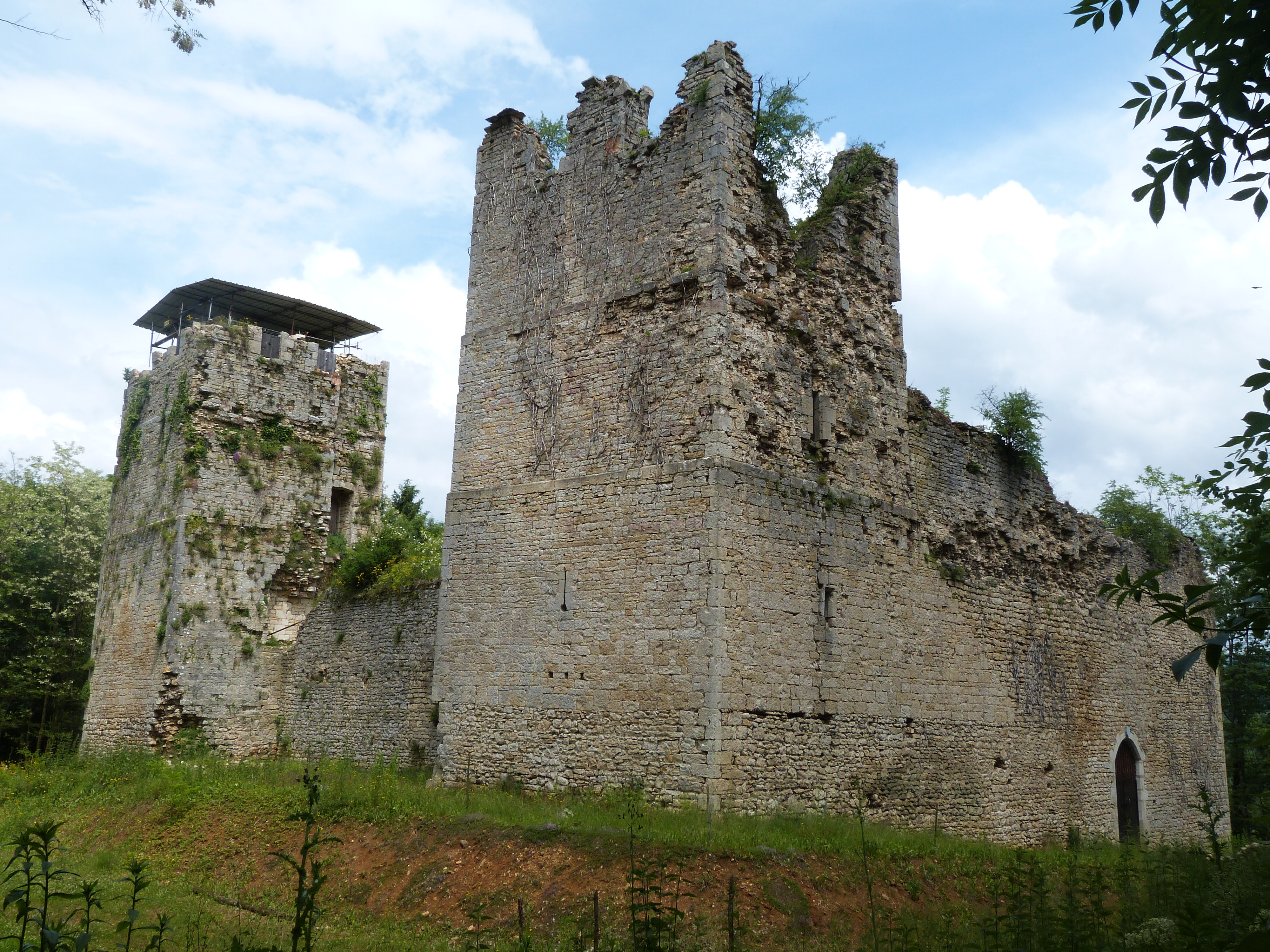
Руины замка Толь
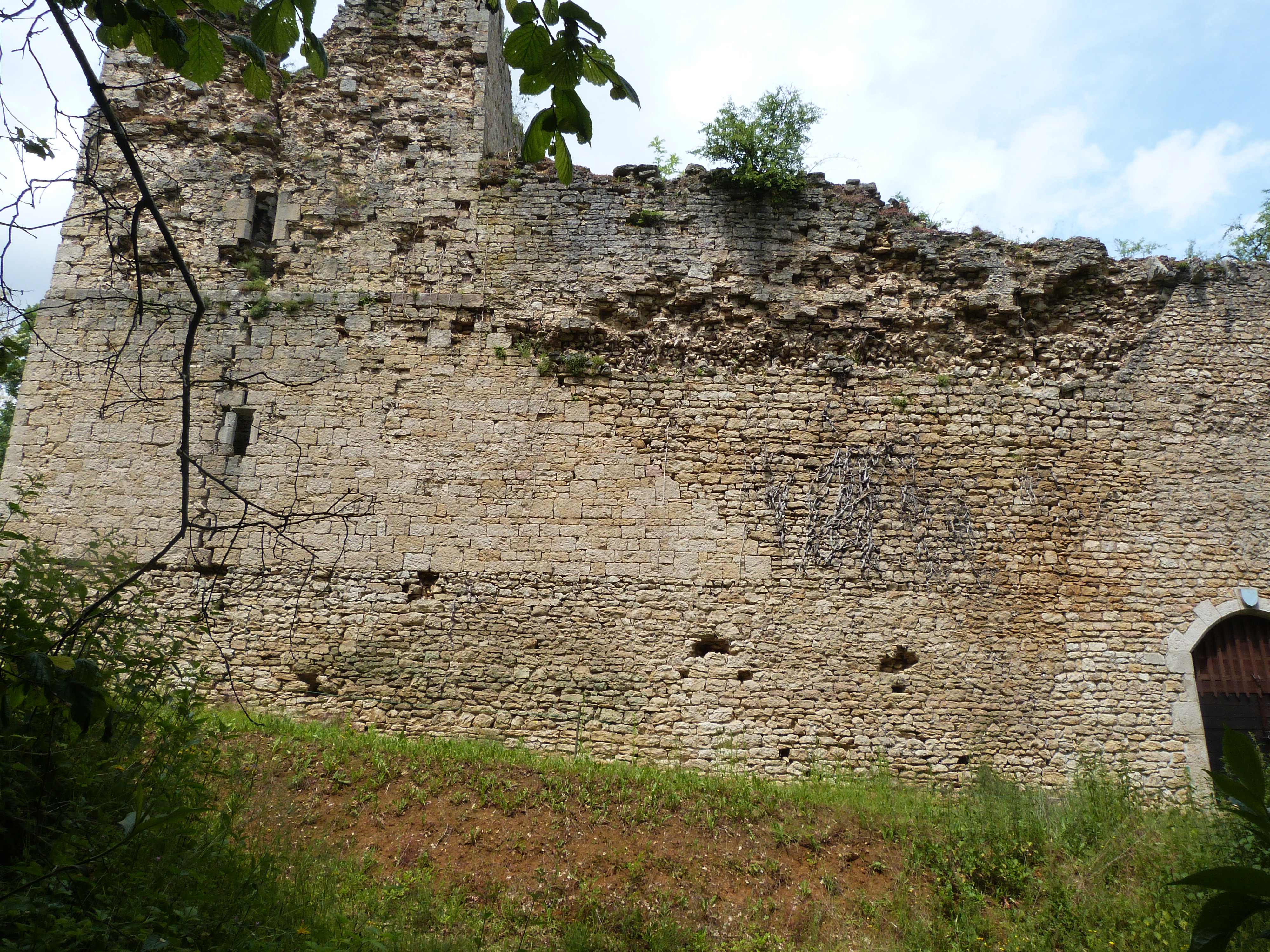
Руины замка Толь
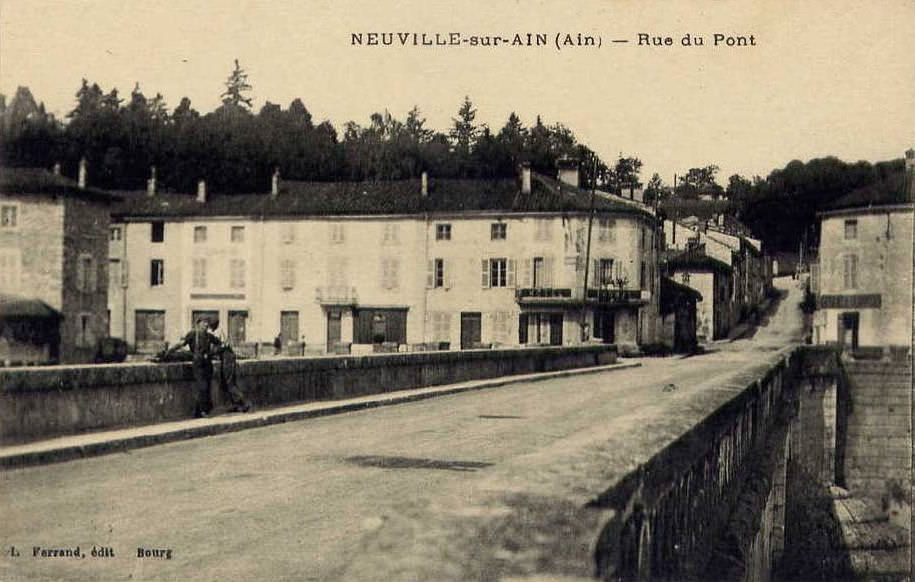
Мост Нёвиль-сюр-Эн (почтовая открытка, 1910 год)
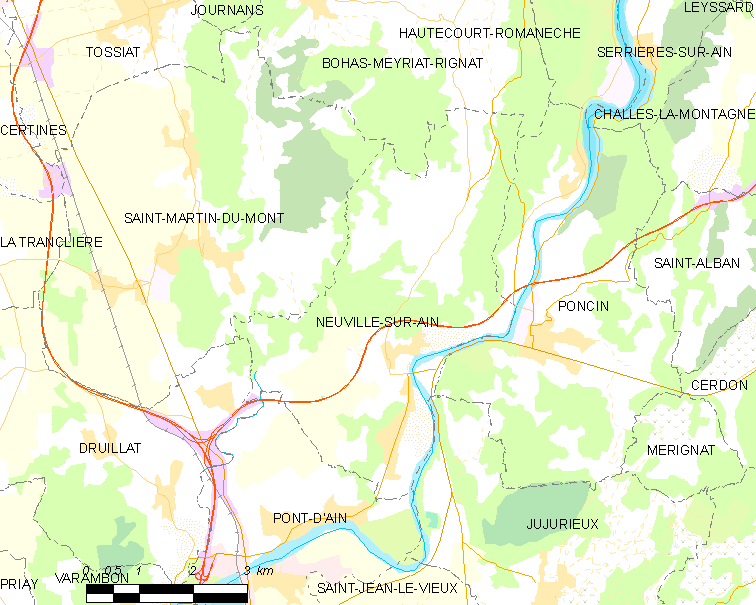
Карта коммуны